# Др (филм из 1984)
Др је југословенски филм из 1984. године. Режирао га је Александар Ђорђевић, а сценарио је написан по комедији Бранислава Нушића.

## Улоге
| Глумац                  | Улога                     |
| ----------------------- | ------------------------- |
| Љубомир Убавкић Пендула | Живота Цвијовић           |
| Миодраг Петровић Чкаља  | Благоје                   |
| Радмила Савићевић       | Мара Цвијовић - супруга   |
| Мирко Бабић             | Др Милорад Цвијовић - син |
| Мира Илић               | Славка Цвијовић ... ћерка |
| Злата Петковић          | Клара                     |
| Чедомир Петровић        | Велимир Павловић          |
| Ружица Сокић            | Г-ђа Драга                |
| Мелита Бихали           | Чланица управе обданишта  |
| Ненад Цигановић         | Др. Рајсер                |
| Даница Марковић         | Собарица                  |
| Младен Недељковић       | Николић                   |
| Антонио Папић           | Пепика                    |
| Мира Пеић               | Чланица управе обданишта  |
| Силвија Полето          | Девојчица из обданишта    |
| Љиљана Шљапић           | Сојка - сведок            |
| Бранко Војновић         | Сима - сведок             |